# كأس هونغ كونغ 1996–97
كأس هونغ كونغ 1996–97 هو موسم من كأس هونغ كونغ. فاز فيه Double Flower FA ‏.